# BK Olomoucko
BK Olomoucko (celým názvem: BK OLOMOUCKO, z.s.) je český basketbalový klub, který sídlí v Olomouci v Olomouckém kraji. Založen byl v roce 2017 po finančním krachu týmu Orli Prostějov. Od sezóny 2017/18 působí v české nejvyšší basketbalové soutěži, známé pod sponzorským názvem Kooperativa NBL. V květnu 2021 se klub přestěhoval z Prostějova do Olomouce. Klubové barvy jsou bílá a modrá.
Domácí zápasy odehrává v Olomouci v hale Gymnázia Čajkovského.

## Soupiska 2024/2025
Aktuální k 28. 2. 2025.
| #  | Pozice            | Hráč             | Datum narození a věk        | Výška  | Váha   |
| -- | ----------------- | ---------------- | --------------------------- | ------ | ------ |
| 1  | rozehrávač/křídlo | John Wright      | 1. února 2001 (24 let)      | 185 cm | 86 kg  |
| 3  | křídlo/pivot      | Trey Wertz       | 6. prosince 1999 (25 let)   | 196 cm | 90 kg  |
| 4  | rozehrávač/křídlo | Adam Goga        | 22. července 1997 (27 let)  | 197 cm | 88 kg  |
| 7  | křídlo/pivot      | Jordan Oupoh     | 15. března 2005 (19 let)    | 196 cm | 85 kg  |
| 8  | rozehrávač        | Michal Bílek     | 30. června 2005 (19 let)    | 197 cm | 83 kg  |
| 11 | rozehrávač        | Marek Půlpán     | 28. listopadu 2004 (20 let) | 191 cm | 82 kg  |
| 22 | pivot             | Dominik Žák      | 4. srpna 2001 (23 let)      | 201 cm | 87 kg  |
| 27 | pivot             | Filip Petružela  | 4. dubna 1997 (27 let)      | 208 cm | 106 kg |
| 31 | pivot             | Dean Keeler      | 11. února 2001 (24 let)     | 211 cm | 109 kg |
| 35 | pivot             | Noah Carter      | 13. listopadu 2002 (22 let) | 197 cm | 107 kg |
| 44 | rozehrávač/křídlo | Jacob Evans      | 18. června 1997 (27 let)    | 196 cm | 85 kg  |
| 51 | křídlo            | Jiří Svojanovský | 20. listopadu 2002 (22 let) | 194 cm | 84 kg  |
| 52 | křídlo            | Jan Grmolenský   | 5. května 2004 (20 let)     | 193 cm | 85 kg  |

## Členové realizačního týmu 2024/2025
| Člen            | Pozice                           |
| --------------- | -------------------------------- |
| Libor Špunda    | prezident klubu                  |
| Pavel Tuček     | generální manažer                |
| Andy Hipsher    | hlavní trenér                    |
| Matěj Musil     | asistent trenéra                 |
| Pavel Novák     | obchodní a sportovní ředitel     |
| Lukáš Kapaňa    | organizační pracovník, marketing |
| Anežka Hodanová | tým manažerka                    |

## Umístění v jednotlivých sezonách
Stručný přehled
Zdroj:
- 2017– : Národní basketbalová liga (1. ligová úroveň v České republice)

Jednotlivé ročníky
Zdroj:
Legenda: ZČ – základní část, červené podbarvení – sestup, zelené podbarvení – postup, fialové podbarvení – reorganizace, změna skupiny či soutěže
| Česko (2017 – ) |                           |           |          |                                       |          |
| Sezóny          | Soutěž                    | Úroveň    | ZČ       | Play-off, nadstavba, sk. o udržení... | Poznámky |
| 2017/18         | Národní basketbalová liga | 1. úroveň | 6. místo | Čtvrtfinále                           |          |
| 2018/19         | Národní basketbalová liga | 1. úroveň | 4. místo | Zápas o 3. místo (výhra)              |          |
| 2019/20         | Národní basketbalová liga | 1. úroveň |          |                                       |          |